# Поколение М
Поколение М — творческо-благотворительный онлайн-проект, реализуемый компанией МТС. При помощи цифровых инструментов в рамках проекта объединяются идеи развития талантливых детей и помощи тяжелобольным детям.
На площадках проекта — сайте pokolenie.mts.ru и страницах в социальных сетях — дети из разных регионов России могут учиться у звезд в формате видео мастер-классов и интерактивных упражнений, участвовать в конкурсах.
Благотворительная механика заключается в конвертации действий пользователей в деньги, поступающие впоследствии на лечение подопечных благотворительных фондов, с которыми сотрудничает МТС.
Проект реализуется при поддержке Министерства культуры Российской Федерации

## Цели проекта
Направленный на предоставление качественного образования и равного доступа к творческим возможностям для детей по всей России, использующий инновационные механизмы филантропии и поддерживающий развитие территорий, проект «Поколение М» отвечает комплексу целей устойчивого развития ООН:
- ООН: Цель 3. Обеспечение здорового образа жизни и содействие благополучию для всех в любом возрасте.

«Поколение М»: создание массового движения благотворителей для помощи детям с тяжелыми заболеваниями на базе интернет-технологий.
- ООН: Цель 4. Обеспечение всеохватного и справедливого качественного образования и поощрение возможности обучения на протяжении всей жизни для всех.

«Поколение М»: создание digital-системы творческих лифтов для развития талантливой молодежи, обеспечение доступа к получению качественного образования, создание позитивного интернет-контента.
- ООН: Цель 10. Сокращение неравенства внутри стран и между ними.

«Поколение М»: предоставление равных возможностей творческо-интеллектуального развития жителям всех регионов России, независимо от социального статуса.
- ООН: Цель 11. Обеспечение открытости, безопасности, жизнестойкости и экологической устойчивости городов и населенных пунктов.

«Поколение М»: Обеспечение системы поддержки и популяризации уникальных для территорий России культурных ценностей и инициатив.
- ООН: Цель 17. Укрепление средств осуществления и активизация работы в рамках Глобального партнерства в интересах устойчивого развития.

«Поколение М»: привлечение в проект и обеспечение эффективного сотрудничества власти, бизнеса и общества с целью решения актуальных социальных проблем.

## Механика проекта
На онлайн-площадках проекта — на сайте, в группе в «ВКонтакте», в аккаунтах в Instagram и TikTok— участники принимают участие в конкурсах и мастер-классах по разным направлениям. У каждого направления есть свой куратор (Полина Гагарина — вокал, Вячеслав Зайцев — дизайн одежды, мастера из Третьяковской Галереи — художественное направление, мастера из ГИТИСа — театральное направление и другие). Каждый год кураторы объявляют конкурсное задание по своему направлению и выбирают победителей. Конкурсы делятся по трем возрастным категориям: 6 — 10 лет, 11 — 14 лет, 15 — 18 лет. В качестве призов победители получают: возможность выступить с известными исполнителями, выставить работы на ведущих художественных площадках страны, поступить в творческие ВУЗы, принять участие в иллюстрировании книг и тд. Все активности на онлайн-площадках проекта (регистрация на сайте, добавление конкурсных работ, голосование за работы участников") МТС переводит в деньги по курсу «одно действие» = 1 рубль и направляет на операции детям из регионов России.

## Мероприятия
Для поддержки активности участников и с целью развития регионов, в рамках проекта организуются мероприятия, в которых принимают участие наставники и местные творческие коллективы. 
- «Поколение М: Blog&Voice» — музыкальное турне с участием известных вокалистов, участников шоу «Голос. Дети» и других телевизионных проектов (Дарья Волосевич, София Федорова, Иван Кургалин, Akmal и другие), а также популярных молодежных блогеров (Арина Данилова, Anriel, Kirill FeliX, Влад Красавин, Шема и другие). Проводится в сотрудничестве с продюсерским центром «Эколь», TIkTok и при поддержке региональных властей. В рамках приезда большого гастрольного тура жители городов могут посетить концерт с участием своих кумиров, пообщаться с ними на творческих встречах. Дети из регионов, которые проявляют себя в вокале, танцах или блогинге, могут выступить на одной сцене вместе с артистами. Для участия необходимо загрузить работы на digital-площадке проекта «Поколение М» в соответствующие номинации — DANCE, SUPER-HIT и #БЛОГЕР — в даты проведения региональных конкурсов[9][10][11].
- «FashionDay Поколения М» — образовательный тур для детей в сфере моды, в рамках которого известные российские дизайнеры проводят мастер-классы, устраивают показы, дают профессиональные рекомендации участникам конкурса. Участники конкурса загружают свои эскизы онлайн, их оценивает жюри во главе с дизайнерами Игорем Гуляевым и Юлией Далакян. Победители федерального этапа проходят стажировку в модных домах российских модельеров[12][13].
- «Театральные прослушивания Поколения М» — совместный образовательный тур с ГИТИС, в рамках которого дети могут пообщаться с педагогами ВУЗа, принять участие в мастер-классах, пройти прослушивание, не выезжая из родного города[14][15].
- «Один день из жизни России» — фотовыставка, состоящая из нескольких сотен фотографий, которые сделали 340 фотографов в разных регионах страны в один день. В рамках открытия выставки для детей проводятся творческие мастер-классы по фотографии, фотокроссы. Проект реализуется совместно с культурным проектом «РУСС ПРЕСС ФОТО»[16].
- «SuperДети Поколения М» — концертный тур с участием кумиров молодежи, артистов продюсерского центра «Эколь». В рамках тура в регионах России проводятся специальные конкурсы вокалистов и танцоров для детей. Для участия в них необходимо загрузить видео собственного выступления на сайт проекта. Победители получают возможность выступить на концерте «SuperДети Поколения М»[17].
- «Гран-при по-русски» — фотовыставка работ советских и российских лауреатов конкурса World Press Photo. В рамках выставок проводятся мастер-классы и конкурсы для детей, встречи с фотожурналистами[18].

## Награды
- Лауреат XII Премии имени Станиславского (сезон 2013 — 2014 г.)[19].
- Финалист международной премии в области связей с общественностью, брендинга и управления репутацией SABRE Awards 2015. Отмечен дипломом в номинации «Геймификация и онлайн-конкурсы» в конкурсе на создание творческого онлайн-контента[20].
- Лауреат «Премии Рунета 2015» в номинации «Культура, СМИ и массовые коммуникации»[21].
- Обладатель награды «Лидеры корпоративной благотворительности 2015» за творческий подход к благотворительности.
- Лауреат премии «HR-бренд» за 2015 год в номинации «Большое сердце» как самый социально ответственный проект работодателей России.
- Победитель премии «HR-бренд» за 2016 году в номинации «Большое сердце» как самый социально ориентированный проект среди лучших работодателей России.
- Лауреат Премии «Digital Communications AWARDS — 2017» в номинации Digital-проекты и стратегии / КСО-коммуникации.
- Лауреат премии «Effie Awards Russia 2017» в номинации «Вклад в общее благо. Социальная ответственность и устойчивое развитие».
- Лауреат в номинации «Лучшая программа, способствующая реализации Целей устойчивого развития ООН» премии «Лидеры корпоративной благотворительности 2018».
- Национальная премия «Медиа-менеджер России 2018» в номинации «Социальная ответственность медиабизнеса».
- Гран-При премии в области коммуникаций Eventiada IPRA Golden World Awards 2018 за социальный проект «Поколение М».
- Лауреат премии «Digital Communications AWARD — 2019» в номинации «КСО коммуникации».
- Победитель премии «Effie Awards Russia 2019», золото в номинации «Positive Change/ Вклад в общество и устойчивое развитие. Бренды».
- Лауреат премии «Лидеры корпоративной благотворительности в парадигме устойчивого развития 2019» первое место в номинации «Лучшая программа, способствующая устойчивому развитию и достижению целей благотворительной деятельности с помощью IT».
- Проект «Поколение М» представил Россию в глобальной программе «Case for Change» международной ассоциации GSMA, в рамках которой по всему миру продвигаются лучшие проекты, решающие глобальные проблемы общества с помощью технологий[22][23][24][25][26][27].